# 9295 Donaldyoung
9295 Donaldyoung (1983 RT1) là một tiểu hành tinh vành đai chính được phát hiện ngày 2 tháng 9 năm 1983 bởi E. Bowell ở trạm Anderson Mesa thuộc Đài thiên văn Lowell.